# Halmahera
Halmahera er den største ø i øgruppen Molukkerne i Indonesien. Halmahera dækker et areal på 17.780 km² og havde i 1995 en befolkning på 162.728. Omkring 80 % af befolkningen er muslimer og 20 % er kristne.